# Доплатная доставочная марка

Первая доплатная доставочная марка Чехословакии, 1937(Sc #EX1)

Допла́тная доста́вочная ма́рка — особый вид доплатных марок, предназначенных для оплаты дополнительного почтового сбора за доставку отправления адресату в случае её неоплаты отправителем.

## Описание
Подобные марки используются в ситуации, когда плата за доставку почтового отправления не внесена отправителем при сдаче корреспонденции на почту или внесена не полностью. Они дополнительно наклеиваются на почтовое отправление, а их стоимость оплачивает получатель при получении. Эти марки могут, например, содержать надпись: «Вручить в собственные руки».

## Примеры выпусков
Доплатные доставочные марки эмитировались в ряде стран, и ниже даны примеры таких выпусков. В каталоге «Скотт» подобные марки именуют англ. «personal delivery stamps» («марки личной доставки»).

### Чехословакия
В Чехословакии доплатные доставочные марки впервые появились в 1937 году. Это были две марки номиналом в 50 геллеров (Sc #EX1, EX2). В 1946 году была напечатана ещё одна марка достоинством в 2 кроны (Sc #EX3). Выполненная по рисунку художника В. Чубана, эта миниатюра представляла собой орнаментальный мотив — ветвь липы. Отличительной чертой всех этих марок была их треугольная форма.

### Богемия и Моравия
В 1939—1940 годах, после объявления Богемии и Моравии протекторатом Германии, здесь выпускались треугольные доплатные доставочные марки, аналогичные чехословацким, номиналом в 50 геллеров (Sc #EX1, EX2).

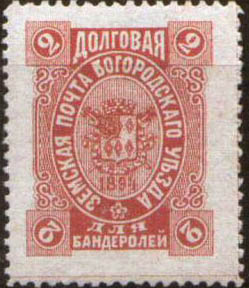
Земская «долговая» (доплатная) марка для бандеролей. Богородский уезд Московской губернии (1894)

### Российская империя
В дореволюционной России в некоторых уездах функции доплатных доставочных марок выполняли так называемые «долговые», или неоплаченные, марки земской почты (то есть доплатные марки). Получатели писем или оплачивали земский сбор каждый раз при получении корреспонденции, или делали периодически расчёт с управой или с волостным правлением.